# بخش واشینگتن (شهرستان مرسر، اوهایو)
بخش واشینگتن (به انگلیسی: Washington Township) یک منطقهٔ مسکونی در ایالات متحده آمریکا است که در شهرستان مرسر، اوهایو واقع شده‌است.
 بخش واشینگتن ۹۴٫۱ کیلومتر مربع مساحت و ۱٬۲۱۸ نفر جمعیت دارد و ۲۶۵ متر بالاتر از سطح دریا واقع شده‌است.